# Castro dos Prados
Le Castro dos Prados est un castro de Galice en Espagne.

## Situation
Castro situé sur le territoire de la paroisse San Xoán de Espasante appartenant à la commune de Ortigueira, dans la province de La Corogne. Il occupe l'une des trois péninsules qui délimitent la rade de la plage de Santo Antón de Espasante. À proximité se trouvent les deux castros, Castro de Coroa de Ladrido et Castro do Tallo de Ladrido, ainsi qu'une villa romaine.

## Description
L'unique accès au site par voie terrestre est composé d'un système défensif de deux fossés séparés par deux murailles et un parapet dont il reste très peu de traces.
Entre les années 1987 et 1992, il y a eu cinq campagnes de fouilles archéologiques.